# تلکام پلاس
تلکام پلاس (انگلیسی: Telecom Plus) شرکت برق بریتانیایی است، که در سال ۱۹۹۶ تأسیس شد.